# Mike Baldinger
Mike Baldinger (Friburgo in Brisgovia, 10 novembre 1975) è un pilota motociclistico tedesco ritiratosi dall'attività agonistica.

## Carriera
Anche suo fratello, Frank Baldinger, ha corso come pilota motociclistico professionista. Nel 1997 conquista sette punti nel campionato Europeo.
Per quanto riguarda le competizioni del motomondiale esordisce nella classe 250 nel 1998 con la Honda usufruendo di una wild card per partecipare al GP di Germania, dove arriva al 15º posto conquistando 1 punto iridato; grazie a questo si piazza al 37º posto nella classifica finale della stagione. Sempre nel 1998, e con la stessa motocicletta, si classifica al nono posto nel campionato europeo.
Corre nuovamente un Gran Premio nel 1999 con la TSR-Honda, sempre come wild card in Germania, e due ulteriori prove nel 2000 con la Yamaha, senza ottenere punti. Le sue quattro partecipazioni totali sono avvenute tutte nella classe 250. Nel 2002 si ritira dall'agonismo.

## Risultati nel motomondiale
| 1998 | Classe | Moto  |  |  |  |  |  |  |  |  |    |  |  |  |  |  |  |  | Punti | Pos. |
| ---- | ------ | ----- |  |  |  |  |  |  |  |  | -- |  |  |  |  |  |  |  | ----- | ---- |
| 1998 | 250    | Honda |  |  |  |  |  |  |  |  | 15 |  |  |  |  |  |  |  | 1     | 37º  |

| 1999 | Classe | Moto      |  |  |  |  |  |  |  |  |    |  |  |  |  |  |  |  | Punti | Pos. |
| ---- | ------ | --------- |  |  |  |  |  |  |  |  | -- |  |  |  |  |  |  |  | ----- | ---- |
| 1999 | 250    | TSR-Honda |  |  |  |  |  |  |  |  | 17 |  |  |  |  |  |  |  | 0     |      |

| 2000 | Classe | Moto   |    |    |    |  |  |  |  |  |  |  |  |  |  |  |  |  | Punti | Pos. |
| ---- | ------ | ------ | -- | -- | -- |  |  |  |  |  |  |  |  |  |  |  |  |  | ----- | ---- |
| 2000 | 250    | Yamaha | 18 | 19 | NP |  |  |  |  |  |  |  |  |  |  |  |  |  | 0     |      |

| Legenda | 1º posto        | 2º posto            | 3º posto            | A punti      | Senza punti        | Grassetto – Pole position Corsivo – Giro più veloce |
| Legenda | Gara non valida | Non qual./Non part. | Ritirato/Non class. | Squalificato | '-' Dato non disp. | Grassetto – Pole position Corsivo – Giro più veloce |